# Гарадзишча
Гарадзишча или Городишче (блр. Гарадзішча; рус. Городище; пољ. Horodyszcze) насељено је место са административним статусом варошице (городской посёлок) у западном делу Републике Белорусије. Административно припада Барановичком рејону Брестске области.
Према подацима са пописа становништва 2009. у насељу је живело 2.200 становника.

## Географија
Насеље је смештено у северном делу Брестске области, на око 25 км северно од града Барановичи.

## Историја
Насеље се у писаним изворима први пут помиње 1414. као феудални посед. У њему је 1494. саграђена прва католичка црква. Крајем XVI века подигнута је православна црква Светог Илије којој су као посед додељена два суседна села.
Године 1866. насеље је имало 4.500 становника, постојале су две православне цркве пошто је постојећа католичка црква прешла у надлежност православне, јеврејска синагога, пошта и пивара.
Године 1921. постаје делом Пољске и у њеном саставу остаје све до 1939. када постаје саставним делом тада Белоруске ССР. Статус вароши има од 15. јануара 1940. године.

## Демографија
Према резултатима пописа из 2009. у насељу је живело 2.200 становника.